# 余步雲
余步雲（1774年—1842年），四川廣安人。嘉慶中，以鄉勇從剿白蓮教教匪，累擢重慶鎮總兵。道光七年，從征回疆。復和闐，授乾清門侍衛，擢貴州提督。調湖南。十二年，加太子少保。歷四川、雲南提督，復調貴州。十八年，加太子太保，調福建提督。二十年，英軍攻陷定海，調浙江提督。二十一年，駐防鎮海，英軍再次攻陷定海，余步雲屯兵招寶山，棄砲臺而逃。英軍乃據招寶山俯擊鎮海城，金雞嶺及縣城先後失陷。二十二年，褫職處死。